# ارین فنیکس
ارین فنیکس (به انگلیسی: Erin Phenix) (زادهٔ ۱ مارس ۱۹۸۱) شناگر اهل ایالات متحده آمریکا است.